# Джин Кертієр
Джин Кертієр (англ. Jean Quertier; 12 листопада 1925 — 23 січня 2019) — колишня британська тенісистка.
Найвищу одиночну позицію світового рейтингу — 6 місце досягла 1951 року.
Найвищим досягненням на турнірах Великого шолома був фінал в змішаному парному розряді.

## Фінали турнірів Великого шолома

### Мікст (1 поразка)
| Результат | Рік  | Турнір                               | Покриття | Партнерка    | Суперниці                          | Рахунок  |
| --------- | ---- | ------------------------------------ | -------- | ------------ | ---------------------------------- | -------- |
| Поразка   | 1949 | Відкритий чемпіонат Франції з тенісу | Ґрунт    | Gerry Oakley | Шейла Пірсі-Саммерс Ерік Стерджесс | 1–6, 1–6 |

## Нотатки
1. ↑  According to John Olliff of Дейлі телеграф[1]